# Гара Алтын
«Гара Алтын» (туркм. Gara altyn, с туркм. — «чёрное золото») — туркменский футбольный клуб из Балканабада. Основан в 2008 году. В своем дебютном сезоне в высшем дивизионе занял девятое место (из 11) и опустился в первую лигу. В 2011 году команда снова вышла в высший дивизион, удержаться в котором не смогла (снова девятое, предпоследнее место).

## Известные футболисты
- Гочгули Гочгулиев
- Джумадурды Мередов